# Haliclona innominata
Haliclona innominata är en svampdjursart som först beskrevs av James Barrie Kirkpatrick 1900.  Haliclona innominata ingår i släktet Haliclona och familjen Chalinidae. Inga underarter finns listade i Catalogue of Life.